# Trillium flexipes
Trillium flexipes е вид пролетно-цъфтящо многогодишно растение от семейство Melanthiaceae. Видът е незастрашен от изчезване.

## Разпространение
Trillium flexipes е разпространен в средните части на Западна САЩ, но има и няколко разпръснати популации на изток във Филаделфия и на юг в Алабама, както и в канадската провинция Онтарио.